# Ofensiva militar turca al nord-est de Síria de 2019
La invasió turca de Rojava, anomenada Operació Font de Pau (en turc: Barış Pınarı Harekâtı; en àrab: عملية نبع السلام) per l'Forces Armades de Turquia, és una operació militar en curs realitzada per les Forces Armades de Turquia i les faccions proturques de l'Exèrcit Lliure de Síria (NSA) contra l'Administració de Rojava i les seves milícies armades, les Forces Democràtiques Sirianes (FDS). L'operació es va iniciar el 9 d'octubre de 2019, quan la Força Aèria Turca va atacar diverses ciutats frontereres, inclosa Ras al-Ayn.
Segons el president turc, Recep Tayyip Erdoğan, l'operació té com a objectiu expulsar les FDS per crear una "zona segura" de 30 km de profunditat al nord de Síria per a poder reallotjar 3,6 milions de refugiats sirians que resideixen actualment a Turquia. Com que la zona d'assentament proposada es de majoria kurda, aquest reallotjament es vist com un intent d'arabització de la regió, és a dir, substituir la població kurda per població àrab a tot el territori.
Les Forces Armades Turques, l'Exèrcit Nacional de Síria i els seus aliats capturaren uns 4.820 quilòmetres quadrats amb 600 assentaments, incloent Ras al-Ayn, Tell Abyad, Manajir, Suluk, Mabrouka i tallaren l'autopista M4. Els reforços de l'exèrcit sirià es mouen per Raqqa, Manbij, Al-Tabqah, Kobani, Ayn Issa i Tell Tamer, per estar estacionats al llarg de la frontera turca. Les Forces Armades dels EUA es retiren completament de les governacions d'Alep i Raqqa i es retiren parcialment de la governació de Hasakah de Síria però van romandre a la governació de Deir ez-Zor.
L'octubre del 2019, l'Acord de Sotxi entre Erdoğan i Vladimir Putin va crear una zona d'amortiment de 30 quilòmetres al nord de Síria, que s'estenia des del riu Eufrates fins a Tall Abyad i des de Ras al-Ain fins a la frontera entre l'Iraq i Síria, excloent la ciutat de Qamishli. L'acord també va demanar que totes les forces de les Unitats de Defensa del Poble Kurd (YPG) es retiressin de la zona d'amortiment.

## Antecedents
L'agost del 2019, després de mesos d'amenaces turques d'envair unilateralment el nord de Síria, Turquia i els Estats Units van pactar un acord. Els Estats Units consideraven les Forces Democràtiques de Síria un dels seus principals aliats en la intervenció militar contra Estat Islàmic a Síria, mentre que Turquia el considera una branca del Partit dels Treballadors del Kurdistan, que considera un grup terrorista. L'acord dibuixava una "zona de seguretat" al nord de Síria, sota el pretext de "portar la pau a la zona", amb patrulles conjuntes entre l'exèrcit dels Estats Units i l'exèrcit de Turquia, alhora que permetia a l'administració kurdoàrab mantenir-se a les zones que tenia sota el seu control en aquell moment.
Malgrat l'inici oficial de les patrulles terrestres i la retirada de les Unitats de Protecció Popular (YPG) de la "zona de seguretat", les tensions van continuar augmentant a mesura que Turquia era més exigent amb els acords. Finalment, el President turc va plantejar obertament un ultimàtum a les FDS i, ignorat, va anticipar que l'acord d'agost finalitzaria a principis d'octubre.
Els preparatius per a l'ofensiva van començar a principis d'octubre, a partir de la retirada de les forces estatunidenques de les posicions properes a la frontera turca, després que el president turc, Recep Tayyip Erdoğan, tingués una trucada telefònica amb el president dels Estats Units, Donald Trump, sobre els plans per a una intervensió militar contra les zones controlades per les Forces Democràtiques de Síria. Si bé el govern dels Estats Units va declarar que no dona suport a l'ofensiva dirigida per Turquia, la Casa Blanca també va anunciar el 6 d'octubre de 2019 que no interferiria i que retiraria tot el personal dels Estats Units de la zona per evitar una possible xoc turco-estatunidenc. Mike Pompeo, secretari d'estat dels Estats Units, va negar que això suposés donar llum verda a les forces armades turques per atacar les FDS, mentre que un portaveu del kurdoàrab va anomenar la retirada com una traïció per part dels Estats Units.
El 8 d'octubre de 2019, els militars turcs van bombardejar un comboi de vehicles d'armes que anaven des de l'Iraq cap a Síria destinats per armar les FDS. Tot i això, les forces kurdoàrabs no va prendre represàlies i no van constar víctimes arran de l'atac aeri. El mateix dia, l'exèrcit sirià i les FDS van arribar a l'acord de traspassar el control de la ciutat de Manbij, i rodalia, per evitar que els militars turcs entressin a la ciutat.

## Cronologia

Mapa del primers dies de l'ofensiva turca al nord-est de Síria (8-12 d'octubre)

### 9 d'octubre de 2019
L'operació va començar el 9 d'octubre de 2019, amb atacs aeris turcs sobre les poblacions de Tell Abyad i Ras al-Ayn sota control de les Forces Democràtiques de Síria (FDS), on milers de persones van haver de fugir de la ciutat, direcció Ain Issa i Qamixli. La data coincideix amb aniversari de l'expulsió líder del Partit dels Treballadors del Kurdistan (PKK), Abdullah Öcalan, de Síria el 1998 pel govern de Hafez al-Assad.
Com a resposta als atacs, les FDS van anunciar que havien de detenir les operacions contra Estat Islàmic i que dos civils havien estat assassinats. A més a més, van demanar als Estats Units que declaressin Rojava com a zona d'exclusió aèria.
Al final del dia, l'exèrcit turc va confirmar que la fase terrestre de l'operació havia començat des de tres punts, incloent Tell Abyad.

### 10 d'octubre de 2019
L'exèrcit turc va anunciar que havien abatut 181 milicians al nord de Síria i que 14.000 rebels participarien en l'ofensiva. Al llarg llarg, les forces turques van aconseguir capturar una quinzena de localitats i, segons les FDS, un projectil va explotar sobre els murs d'una presó amb mombres d'Estat Islàmic capturats, que van aconseguir fugir.
El president turc, Recep Tayyip Erdoğan, va afirmar aquell dia que havien estat assassinats 109 combatents de les FDS, així com un nombre no especificat de combatents ferits i capturats. En un discurs als legisladors del seu partit AKP, Erdogan també va amenaçar amb "inundar" Europa amb 3,6 milions de refugiats si els estats continuaven criticant l'operació militar, sobretot si la titllaven d'invasió.
Es calcula que 70.000 persones van haver de fugir de les ciutats frontereres després del bombardeijos turcs.
Segons el Ministeri de Defensa Nacional de Turquia, un soldat turc va ser abatut per la YPG.

### 11 d'octubre de 2019
A la ciutat de Qamishli, un cotxe bomba d'una cèl·lula dorment d'Estat Islàmic (EI) va assassinar 5 civils, mentre artilleria turca era llançada contra una presó propera i cinc membres d'EI, sota custòdia del FDS, van poder escapar.
A la ciutat de Kobanî, una base de forces especials dels EUA van rebre forts bombardejos per part de l'artilleria turca; les tropes nord-americanes no van prendre represàlies, però es van acabar retirant de la ciutat.
La BBC va informar que 100.000 persones van fugir de les seves cases. La Mitja Lluna Roja Kurda (Heyva Sor en kurd) va confirmar que, fins al moment, hi havia hagut 11 assassinats civils. L'exèrcit de Turquia va confirmar la mort d'un soldat i va dir que altres tres havien estat ferits.
El Ministeri de Defensa Nacional de Turquia va anunciar que tres soldats havien mort, dos dels quals van morir en un atac de morter a una base militar turca dins de territori sirià.

### 12 d'octubre de 2019
Les forces armades turques i l'exèrcit nacional de Síria asseguren haver arribat a la carretera M4, a 32 km de profunditat al territori sirià i haver tallat efectivament la línia de subministrament entre Manbij i Qamixli. SNA també va anunciar que havien capturat fins a 18 poblacions properes a la carretera M4, a l'est de Raqqa.
Segons fonts kurdes i confirmat per SOHR, l'activista i política Hevrin Khalaf va ser executada prop de Qamixli per tropes proturques. SOHR va informar a més que almenys 9 persones havien estat executades per les tropes proturques als vorals de les carreteres.
Les forces turques informen haver capturat Ras al-Ayn, però les FDS van negar-ho.

### 13 d'octubre de 2019
Les FDS va confirmar que 785 persones detingudes i vinculades a Estat Islàmic havien escapat d'un camp de detenció amb direcció les àrees controlades per les forces proturques. Les tropes estatunidenques van evacuar la ciutat d'Ain-Issa, segons Washington Post.
El secretari de Defensa dels Estats Units, Mark Esper, va dir que els Estats Units tenia previst evacuar els 1.000 soldats restants del nord de Síria. Els Estats Units també van informar a les FDS la seva intenció de retirar-se de les bases militars a Manbij i Kobani.
Les forces armades turques i l'exèrcit nacional de Síria van capturar totalment Tall Abyad a la tarda segons el SOHR.
Poc després de la presa de Tall Abyad per part de Turquia i el SNA, es va arribar a un acord entre el govern sirià i les FDS pel qual es permetria a l'exèrcit sirià entrar a les ciutats de Kobanî i Manbij per tal de dissuadir una possible ofensiva militar turca en aquestes zones. El portaveu del Consell Militar de Kobani, azloum Abdi, va sentencias: "Si hem d'escollir entre fer concessions o el genocidi del nostre poble, escollim la vida de la nostra gent".

### 14 octubre 2019
Les forces russes i sirianes informar que s'havien desplegat a primera línia, entre les zones controlades pel Consell Militar de Manbij. SOHR va informar que les forces dels Estats Units van intentar obstaculitzar el desplegament rus i sirià a la regió.
SOHR va informar d'enfrontaments a Ras Al-Ayn i rodalia, on les forces turques van intentar encerclar completament la ciutat i arribar a la carretera que connecta Ras Al-Ayn i Tal Tamr. A més a més, va informar d'un bombardeig a la ciutat fronterera d'Al-Darbasiyyah sobre cases civils que van causar 4 ferits.
El president turc, Recep Tayyip Erdoğan, va dir en una roda de premsa que Turquia havia rebut el vist-i-plau de Rússia per entrar a la ciutat de Kobani. El ministre turc de Defensa Nacional, Hulusi Akar, va dir que Tal Abyad i Ras al-Ayn estaven sota control turc.
L'exèrcit sirià es va desplegar a la ciutat d'Al-Thawrah, així com Ayn Issa, Tell Tamer, 6 km de la frontera Síria-Turquia, la presa de Tabqa i diverses ciutats i pobles de la Governació d'Al-Hasakah.
El president dels Estats Units, Donald Trump, va anunciar que tot el personal dels Estats Units es retiraria de Síria, excepte de la base d'Al-Tanf.

### 15 octubre 2019
SOHR va informar que les FDS van aconseguir alliberar tres poblacions de les rodalies de Ras al-Ayn.
El president de Turquia va afirmar que fins a 1.000 quilòmetres quadrats havien estat capturats per les seves tropes.
Les forces de l'exèrcit sirià van començar a entrar a la ciutat de Manbij, segons SOHR, però van ser bloquejades per les tropes nord-americanes quan intentaven entrar a Kobani. Les forces de l'exèrcit sirià també van entrar a Al-Thawrah.

### 16 octubre 2019
Segons el SOHR, es va informar de forts bombardejos i atacs aeris de les forces turques a Ras al-Ayn, i diverses poblacions circumdants. El SOHR va informar a més que les forces turques i les faccions aliades havien llançat una ofensiva a gran escala aconseguint avenços importants a la ciutat de Ras al-Ayn. El president turc va anunciar que Turquia controlava més de 1200 quilòmetres quadrats des de l'inici de l'operació.
L'exèrcit rus es va desplegar prop de Kobani, segons SOHR. El SOHR també va informar que l'Exèrcit sirià havia finalitzat el seu desplegament a Ayn Issa. L'exèrcit sirià va entrar a la ciutat de Kobanî.
Les forces dels Estats Units, després de retirar-se de la seva base aèria a prop de Kharab Ashk, al sud de Kobanî, la van bombardejar i destruir amb atacs aeris. La base aèria era la base nord-americana més gran de Síria, capaç d'aterrar C-130 i també avions de transport pesat C-17. També es van retirar i destruir la base de Lafarge.

### Alto al foc (17-29 d'octubre de 2019)
El vicepresident estatunidenc Mike Pence i el president turc Recep Tayyip Erdoğan van acordar un alto al foc de 120 hores per permetre a les FDS retirar-se de les zona acordades. Mike Pence va declarar que s'aturarien completament totes les sancions imposades a Turquia pels Estats Units i no hi hauria més sancions. Aquest alto al foc va ser descrit com una traïció dels Estats Units als kurds i una rendició kurda a Turquia per diversos oficials estatunidencs. El comandant de les FDS, Mazloum Abdi, va declarar que acceptaven l'acord, però només a la zona entre Tall Abyad i Ras al-Ayn.
El líder polític kurd sirià Salih Muslim va declarar que "El nostre poble no volia aquesta guerra. Acatem l'alto al foc, però ens defensarem en cas de qualsevol atac... El cessament del foc és una cosa i la rendició n'és una altra i estem preparats per defensem-nos. No acceptarem l'ocupació del nord de Síria".
Calma tensa durant l'alto al foc. Tant les forces kurdoàrabs com les turques es van acusar mútuament de no respectar la treva. SOHR i militars estatunidenc van confirmar que les forces recolzades per Turquia no l'estaven respectant, tot i que el nivell d'hostilitats havia disminuït. Tanmateix, després de la retirada del FDS de Ras al-Ayn, SOHR van confirmar que les forces pro-turques havien realitzat saquejos, robatoris, cremades de cases i segrests al territori ocupat.
Les FDS es va retirar completament de Ras al-Ayn al costat del comboi d'ajuda per SOHR.
Les forces dels Estats Units es van retirar de les bases aèries de Sarrin i Tell Beydar i les van destruir. El president dels Estats Units, Donald Trump, va anunciar que deixarien un contingent de 200-300 soldats als camps petriolers de Deir Ezzor. Les FDS, però, va afirmar que els camps havien quedat a les seves mans.
El SOHR va informar que el 21 d'octubre els Estats Units es van retirar definitivament del nord de Síria amb un comboi militar que va creuar el pas fronterer de Simalka cap a l'Iraq a mitjanit.
El 22 d'octubre va sortir a la llum un acord entre Rússia i Turquia en el que s'emplaçava al primer a desplegar tropes i equips addicionals a Síria per patrullar la frontera. El ministre de Defensa rus, Sergei Shoiguva, afirmar que els Estats Units tenien menys de dues hores per eliminar les sancions a Turquia i va suggerir que les forces estatunidenques tinguessin fins al final del període de 120 hores per retirar-se de Síria. L'acord mantindria el poder de les forces turques a les regions capturades entre Tel Abyad i Ras Al Ayn amb una profunditat de 32 quilòmetres de la frontera. Tanmateix la coalició kurdàrab es retiraria de Manbij i de Tal Rifat i l'exèrcit sirià en prendria el control. El govern rus va anunciar que Assad va manifestar el seu suport a l'acord i estava disposat a desplegar els guàrdies de frontera sirians d'acord amb l'acord.
Jim Jeffrey, enviat especial dels Estats Units a Síria, va revelar el 22 d'octubre que no va ser consultat prèviament sobre la retirada dels EUA de Síria.
El 23 d'octubre el president Trump va anunciar que aixecarien les sancions sobre Turquia. Els legisladors nord-americans van criticar públicament la decisió de Trump d'elevar les sancions.
El 24 d'octubre de 2019 l'agència de notícies estatal de Síria SANA va informar que les tropes turques i aliades van atacar posicions de l'exèrcit sirià i les FDS fora de Tal Tamr, provocant diverses morts.
Durant la reunió de l'OTAN, la ministre de Defensa d'Alemanya, Annegret Kramp-Karrenbauer, havia presentat una proposta de Nacions Unides per a una zona de seguretat controlada internacionalment al nord-est de Síria. L'endemà, el ministre d'Afers Exteriors rus, Sergey Lavrov, va rebutjar la idea d'un territori controlat per l'OTAN a Síria.
El 25 d'octubre el secretari de Defensa dels Estats Units, Mark Esper, va dir que els Estats Units enviarien les seves tropes, incloses les forces "mecanitzades", per defensar el petroli a l'est de Síria per evitar-lo de l'EIIL. No és clar si els kurds tornaran a acollir els nord-americans després de la retirada dels Estats Units, tal com va comentar el líder kurd sirià Ilham Ahmed el 24 d'octubre que "si la presència dels Estats Units a la zona no ens beneficiarà pel que fa a l'estabilitat., seguretat i [aturar] el genocidi i la neteja ètnica, no seran benvinguts.
El Ministeri de Defensa rus ha anunciat que uns 300 policies militars russos han arribat a Síria. La policia militar, de la regió russa de Txetxènia, patrullarà la regió fronterera i ajudarà a la retirada de les forces kurdes de la regió fronterera.
El 26 d'octubre el president turc Erdogan va dir que "si aquesta zona no és netejada dels terroristes al final de les 150 hores, llavors gestionarem la situació nosaltres mateixos i farem tota la feina de neteja". El president turc també va criticar que la Unió Europea mentida per aportar els 6.000 milions d'euros per ajudar a allotjar i alimentar uns 3,6 milions de refugiats sirians que resideixen a Turquia, alhora que va afirmar que la UE només va proporcionar la meitat de la quantitat promesa i va afegir que Turquia n'ha gastat uns 40. mil milions d'euros. Va advertir que Turquia obrirà la seva frontera perquè els refugiats puguin anar a Europa si els països europeus no ofereixen més suport financer per al retorn dels refugiats a Síria.
El 27 d'octubre l'SDF va emetre un comunicat dient: "Les SDF es redistribueixen a noves posicions lluny de la frontera turco-síria al nord-est de Síria d'acord amb els termes de l'acord per aturar el vessament de sang i protegir els habitants de la regió dels atacs turcs".
El 29 d'octubre el SOHR va informar d'enfrontaments recurrents entre forces conjuntes de Síria i SDF i forces liderades per Turquia a la zona entre Tal Tamr i Ras al-Ayn. Mentrestant, el Ministeri de Defensa Nacional turc va anunciar que havia capturat 18 persones que deien ser forces del govern sirià.
El ministre de Defensa rus, Sergei Xoigú, va anunciar que les forces armades dirigides pels kurds s'havien retirat de la zona segura al llarg de la frontera entre Síria i Turquia.

## Reaccions
Les reaccions internacionals van des del recolzament de l'operació, com el Pakistan, fins a la proposta de sancions per part d'alguns polítics estatunidencs. Tanmateix, desenes de manifestacions dels moviments internacionalistes es van realitzar arreu del món en suport a les forces kurdoàrabs i a la Revolució de Rojava, Lleida o Barcelona en són un exemple.

### Moviment internacionalista
Des de les primeres amenaces d'invasió del president turc, diferents moviments internacionalistes de recolzament al poble kurd i a la Revolució de Rojava, van mobilitzar-se realitzant accions tant a les xarxes socials com al carrer. La campanya Rise Up 4 Rojava (aixeca't per Rojava) és una de les campanyes que han aparegut a les xarxes per a informar sobre el conflicte, així com per coordinar accions internacionals de recolzament.
Als Països Catalans, el dia 10 d'octubre es van convocar diverses manifestacions a Lleida, Barcelona i Vilanova i la Geltrú. A més a més, es va dur a terme una acció a l'Aeroport de Barcelona - El Part a l'estand de Turkish Airlines. El dia 17 d'octubre a València.
A l'estat espanyol es van convocar manifestacions al llarg dels dies 10 a 17 d'octubre a Iruña, Bilbao, Donostia, Gazteiz, Madrid i Saragossa.

### Reaccions a Turquia
Un dia abans de l'operació, tots els partits de l'oposició turcs, tret del Partit Democràtic del Poble (HDP), van votar per ampliar les atribucions de l'exercit turc a Síria. Els líders Meral Akşener (Partit İyi), Kemal Kılıçdaroğlu (Partit Republicà del Poble) i Temel Karamollaoğlu (Partit de la Felicitat), així com els dirigents de l'ultranacionalista Partit del Moviment Nacionalista, van manifestar el seu suport a l'operació militar.
El HDP va condemnar l'operació titllant-la de "pas extremadament perillós i equivocat" i afirmant que "Turquia està sent arrossegada a una trampa perillosa".
El patriarcat armeni de Constantinoble va donar suport a l'operació: "Preguem que l'operació Font de la Pau, que té com a objectiu acabar amb el terrorisme i assegurar la seguretat de les fronteres, continuï d'acord amb el seu propòsit i estableixi la pau i la seguretat el més aviat possible... Nosaltres realitzarem oracions a la nostra església per l'exèrcit i la supervivència del nostre país".